# Hemlock (houtsoort)

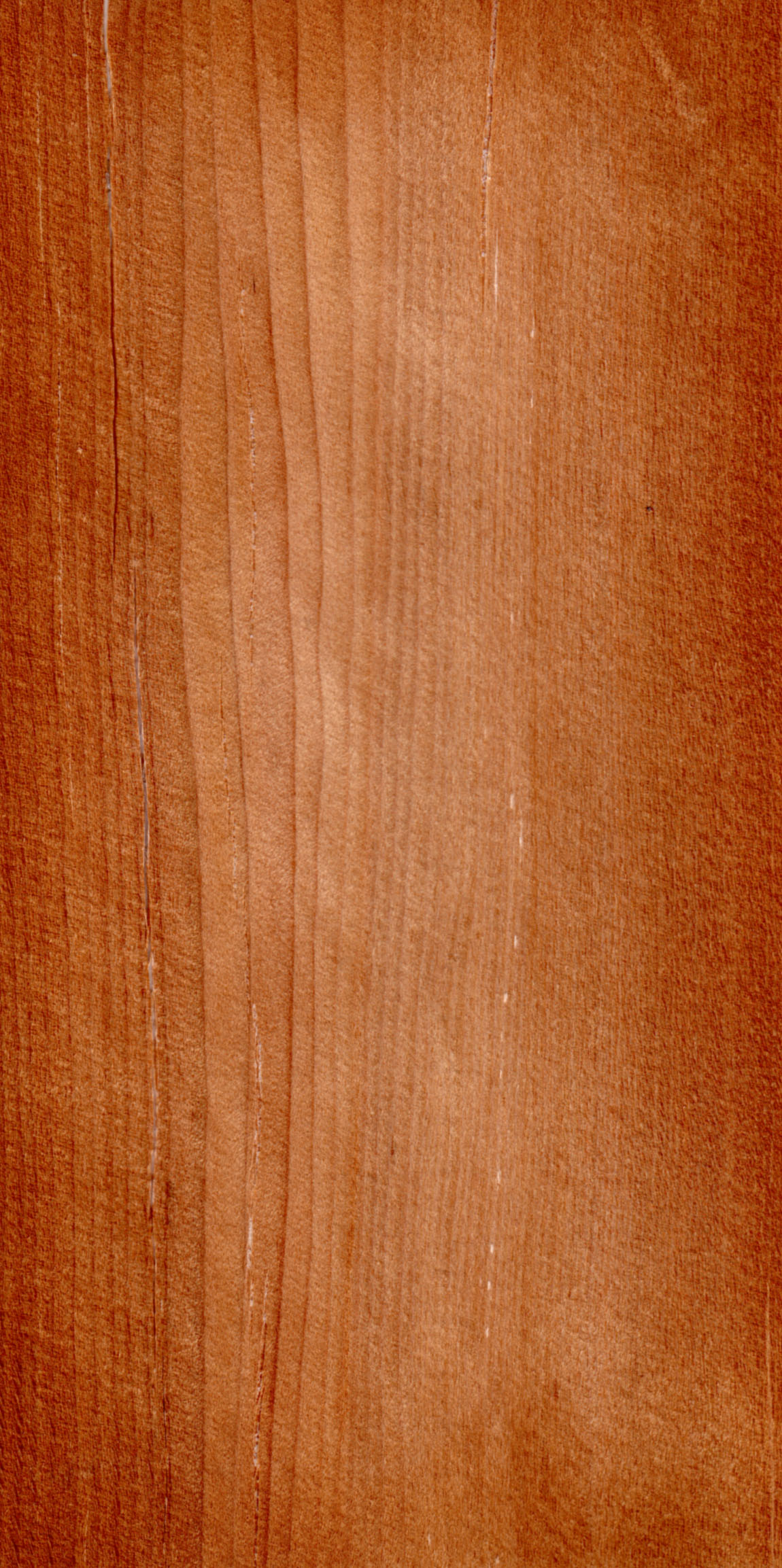

Hemlock is een houtsoort die wat betreft fysische eigenschappen wel wat lijkt op dennen. Dit is eveneens een naaldhoutsoort die niet sterk of duurzaam is. Net als dennen is dit hout lichter van gewicht en minder sterk dan vuren, maar het is bovendien geneigd wat bros te zijn.
Het is toe te passen zoals in de minder veeleisende toepassingen van vuren, zoals niet-constructief binnentimmerwerk. Omdat het anders dan vuren en grenen (maar net als dennen) normaal geen harsgangen bevat is het beter geschikt voor toepassingen waar hars bezwaarlijk is, zoals sauna’s. Een andere belangrijke toepassing van hemlock is voor verpakkingen.
Bij hemlock is er geen kleurverschil waarneembaar tussen kern- en spinthout. Het laathout steekt niet heel scherp af tegen het vroeghout, zodat groeiringen niet heel prominent zichtbaar zijn. Het hout is meest recht van draad. Drogen moet langzaam gebeuren, maar met scherp gereedschap is het goed te bewerken.
Hemlock wordt geleverd door Tsuga-soorten, in de handel is vooral het hout van Tsuga heterophylla en Tsuga canadensis, beide uit Noord-Amerika, aanwezig. In Nederland wordt vooral het hout van Tsuga heterophylla geïmporteerd (western hemlock). In partijen hemlock wil nog weleens dennen bijgemengd zijn; ook worden mengsels van hemlock en dennen verhandeld onder namen als HemFir, Hem-Fir en hemlock/fir.

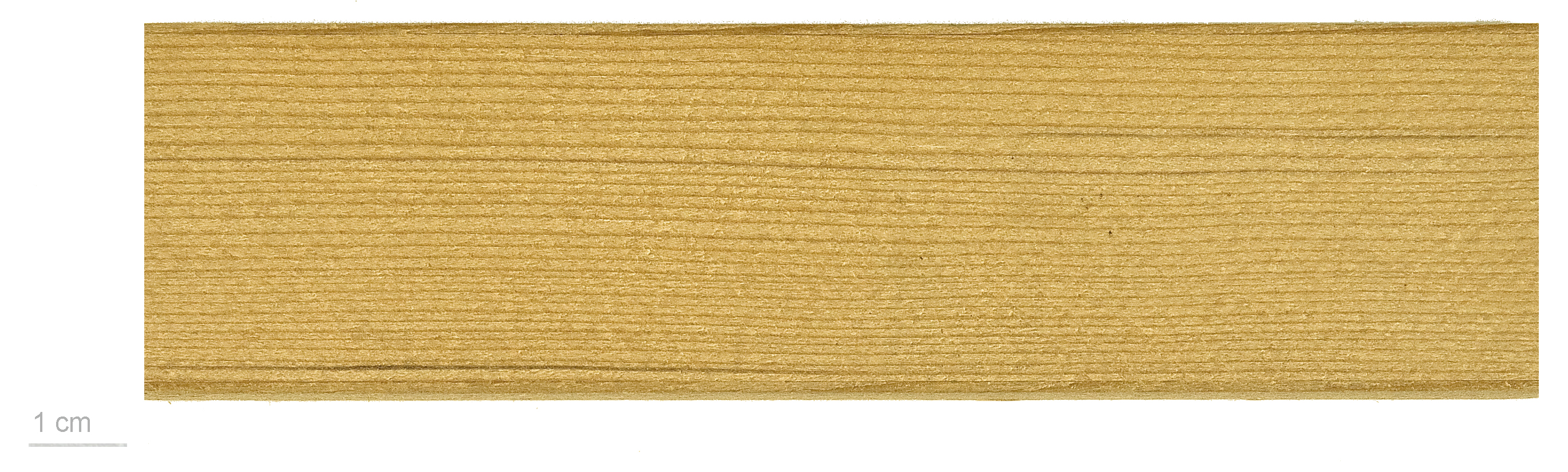
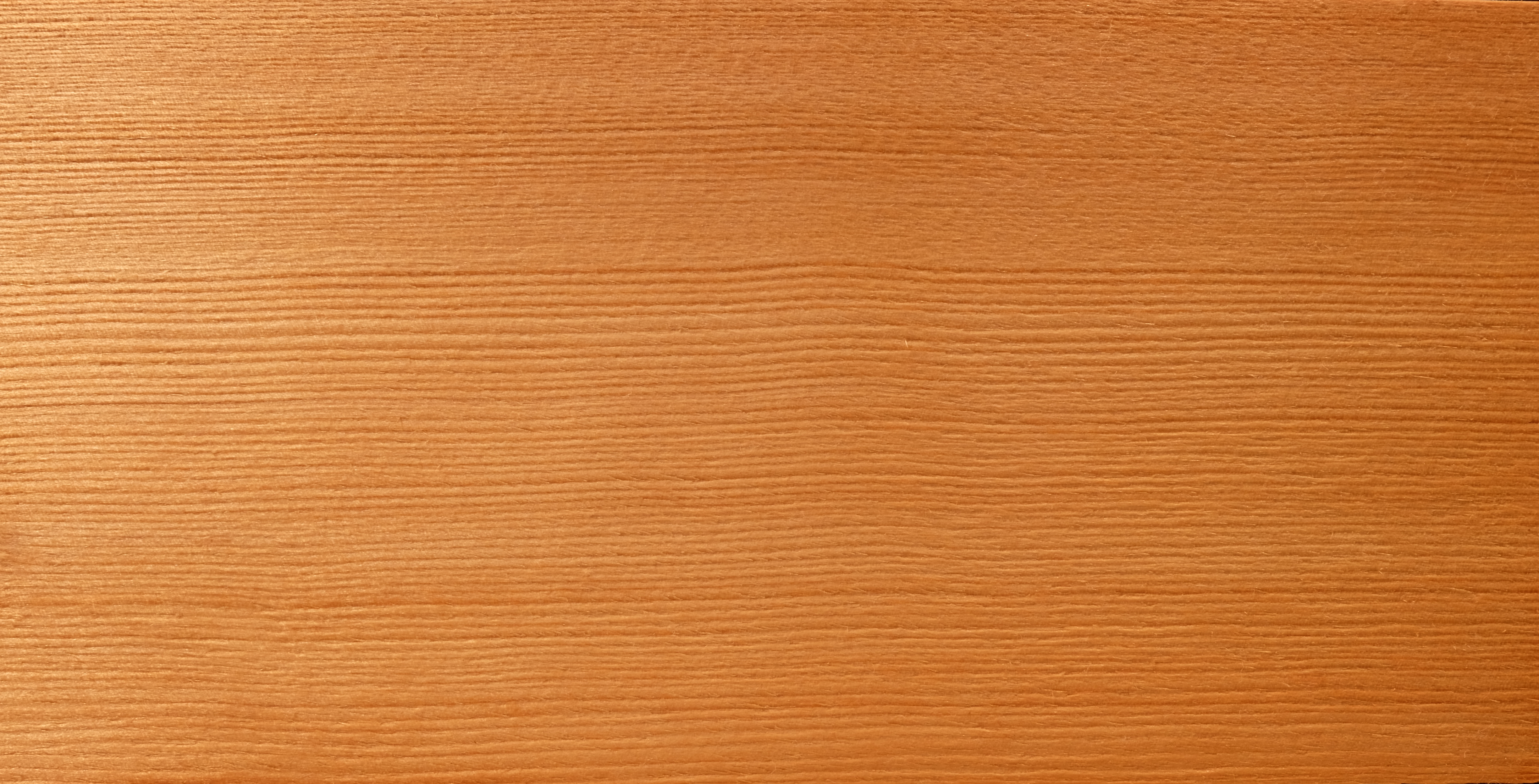